# Ignacio Bolívar
Ignacio Bolívar y Urrutia (9. listopadu 1850 Madrid – 19. listopadu 1944 Ciduad de México) byl španělský botanik a entomolog. Byl autorem mnoha knih. Po španělské občanské válce ho nová nacionalistická vláda vyhostila do Mexika. V Mexiku začal učit na Mexické národní autonomní univerzitě. Zaměřil se tu hlavně na entomologii. V tomto oboru napsal více než 300 knih a monografií a objevil více než tisíc nových druhů a asi 200 rodů. Bolívar založil také časopis Ciencia (Věda).
Mezi jeho nejdůležitější práce patří Ortópteros de España nuevos o poco conocidos (1873) a Catálogo sinóptico de los ortópteros de la fauna ibérica (1900).